# Fair Head
Fair Head eller Benmore är en udde i Storbritannien.   Den ligger i riksdelen Nordirland, i den västra delen av landet, 600 km nordväst om huvudstaden London.